# Ròcla (Losera)
Ròcla (en francès Rocles) és un municipi francès situat al departament del Losera i a la regió d'Occitània.